# Pararchaeidae
Los pararqueidos (Pararchaeidae) son una familia de arañas araneomorfas, que forman parte de la superfamilia de los arqueoideos (Archaeoidea), junto a Archaeidae, Mecysmaucheniidae, Micropholcommatidae y Holarchaeidae.

## Distribución
Únicamente se han encontrado en Australia y Nueva Zelanda.

## Sistemática
Con la información recogida hasta el 31 de diciembre de 2011, Pararchaeidae cuenta con 35 especies descritas comprendidas en 7 géneros:
- Anarchaea Rix, 2006
- Flavarchaea Rix, 2006
- Forstrarchaea Rix, 2006
- Nanarchaea Rix, 2006
- Oestrarchaea Rix, 2006
- Ozarchaea Rix, 2006
- Pararchaea Forster, 1955